# Helena Ramsbacher
Helena Ramsbacher (* 29. August 1964 in Villach), früher Helena Bekavac-Ramsbacher, ist eine ehemalige österreichische Politikerin (FPÖ) und Hotelierin. Ramsbacher war von 1994 bis 1996 Abgeordnete zum österreichischen Nationalrat und von 1997 bis 1999 Mitglied des Bundesrates.

## Leben
Ramsbacher besuchte zwischen 1970 und 1974 die Volksschule in Spittal an der Drau und danach von 1974 bis 1978 das örtliche Gymnasium. Im Anschluss wechselte Ramsbacher an die Höhere Lehranstalt für Fremdenverkehrsberufe, die sie zwischen 1978 und 1984 absolvierte. Ramsbacher arbeitete in verschiedenen Tätigkeiten in Hotellerie und Tourismus. Sie ist Besitzerin des „Small Luxury Hotel Das Tyrol“ in Wien. Im Juli 2016 hat sie das erste 5-Sterne-Hotel der kroatischen Insel Brač gegründet, welches den Namen Lemongarden trägt und in der Ortschaft Sutivan liegt.
Politisch engagierte sich als Mitglied der Bezirksparteileitung der FPÖ Spittal an der Drau und war Mitglied der Landesparteileitung der FPÖ Kärnten. Zudem wirkte sie als Vorstandsmitglied in der Hoteliervereinigung und hatte diverse Funktionen in Fremdenverkehrsvereinen und Tourismusverbänden inne. Sie vertrat die FPÖ zwischen dem 10. November 1994 und dem 14. Jänner 1996 im Nationalrat und war vom 20. März 1997 bis zum 7. April 1999 Mitglied des Bundesrates.
Im Jahr 2001 kam der gemeinsame Sohn mit Hans Peter Haselsteiner zur Welt.